# Antonín Kurš
Antonín Kurš (6. dubna 1901 Praha – 23. září 1960 Praha) byl český divadelní režisér, herec, překladatel a pedagog.

## Život a divadlo
Narodil se v rodině pražského zlatnického pomocníka Jana Kurše (původem z Vodňan). Na Dramatickém oddělení Pražské konzervatoře byl posluchačem v letech 1930–1933. V letech 1934–1935 byl režisérem Komorního divadla v Moskvě. Poté se vrátil do Prahy a mezi lety 1935–1937 působil v Pražském dětském divadle Míly Mellanové. V letech 1937–1938 byl šéfem činohry divadla v Ostravě. Po krátkém působení v Košicích (1938) založil v Praze v roce 1939 „Lidovou scénu“ v pražské Unitárii v Karlově ulici, kam se uchýlili někteří z herců Osvobozeného divadla. V letech 1939–1943 pak působil v Pardubicích, Kladně a Třebíči.
V letech 1943–1944 byl šéfem divadla v Plzni, od roku 1944 do konce války byl režisérem Městských divadel pražských.
Již v roce 1944 připravil založení nového divadla v Praze (založeno následně v květnu 1945), pojmenovaného pak jako Divadlo 5. května (D5K). Soubor divadla vznikl spojením dvou skupin herců – členů Svazu DDOČ (Dělničtí divadelní ochotníci Československa) a Českého lidového divadla. Jednalo se převážně o herce z holešovického divadla Uranie – v souboru působili např.: Rudolf Deyl ml., Vítězslav Vejražka, Otýlie Beníšková, Blanka Waleská, Felix le Breux. K souboru se dále připojili František Kovářík, Vladimír Hlavatý, Jindřich Plachta, Vojtěch Plachý-Tůma, Světla Amortová, Rudolf Hrušínský st.
Divadlo 5. května působilo na dvou scénách:
- Malá scéna: Komorní divadlo v Hybernské ulici
- Velká scéna: bývalé Nové německé divadlo (pozdější Státní opera)

V Divadle 5. května vykonával funkci uměleckého ředitele činohry a režiséra. Pod jeho režijním vedením nastudoval soubor 8 premiér. V polovině roku 1946 však z Divadla 5. května po vyslovení nedůvěry souborem odešel.
Následně spoluzaložil v září 1947 v žižkovské Akropoli Divadlo města Žižkova (pozdější Divadlo pod Palmovkou, též známé jako Divadlo S. K. Neumanna), odkud však odešel v roce 1948.
Přešel do Ostravy a v letech 1948–1952 byl ředitelem Státního divadla Ostrava, kde pak v letech 1952–1954 působil již jen jako režisér. Od roku 1957 do roku 1960 byl režisérem v Městském divadle (Divadlo bratří Mrštíků) v Brně.
Celý svůj život byl levicově orientován, byl členem KSČ. V roce 1946 podepsal  prokomunistické „Májové poselství kulturních pracovníků českému lidu!“ publikované před květnovými volbami do Ústavodárného Národního shromáždění. Tento předvolební manifest komunistů podepsalo celkem 843 kulturních pracovníků a komunisté volby vyhráli. Od léta 1946 byl členem divadelní komise při Kulturním a propagačním oddělení ÚV KSČ. Později podepsal (jako režisér) prokomunistickou výzvu Kupředu, zpátky ni krok!, jež byla vydána dne 25. února 1948 pro podporu komunistického převratu. Jeho inscenaci Tylových Kutnohorských havířů ocenil v roce 1949 tehdejší president Klement Gottwald osobním dopisem, který byl zveřejněn v tisku.

## Vybrané divadelní režie
- 1935 R. L. Stevenson: Poklad na ostrově, Národní divadlo
- 1939 Alois Jirásek: Jan Roháč, Lidová scéna v Unitarii
- 1939 Simeon Karel Macháček: Ženichové, Lidová scéna v Unitarii
- 1941 William Shakespeare: Večer tříkrálový, Horácké divadlo
- 1941 Carlo Goldoni: Naše paní hostinská, Horácké divadlo
- 1941 Gerhart Hauptmann: Před západem slunce, Horácké divadlo
- 1941 Alois Jirásek: Vojnarka, Horácké divadlo
- 1942 Sofoklés: Antigona, Horácké divadlo
- 1942 Frank Tetauer: Úsměvy a kordy, Horácké divadlo
- 1945 A. Serafimovič: Železný potok, Divadlo 5. května (Velká scéna) – uvedeno 19. června 1945 jako oficiální zahajovací představení Divadla 5. května[13]
- 1945 Alois Jirásek: Jan Žižka, Divadlo 5. května (Velká scéna)
- 1946 Jean Anouilh: Antigona, Divadlo 5. května (Velká scéna)
- 1946 Jiří Mahen: Mrtvé moře, Divadlo 5. května (Velká scéna)
- 1946 L. M. Leonov: Obyčejný člověk, Divadlo 5. května (Malá scéna)
- 1946 K. Beníško: Arabská devítka, Divadlo 5. května (Malá scéna)
- 1952 Maxim Gorkij: Nepřátelé, Tylovo divadlo

Poslední Kuršovou režijní prací v Divadle 5. května bylo v roce 1946 spolunastudování několika her s režisérem Fr.Salzerem pro Vesnické divadlo (konkrétně pro zájezdovou skupinu Jindřicha Plachty – Divadlo pod Plachtou):
- P. A. Karatygin: Cizí uniforma; A. P. Čechov: Bezděčný tragik; I. Ščeglov: Před obchodem; P. P. Gnědič: Hořící listy (uvedeno jako večer slovanských aktovek pod názvem Bože, to je člověk)[6]

Pro Vesnické divadlo později spolupracoval také na nastudování dalších her:
- A. P. Čechov: Bankovní jubileum
- I. A. Krylov: Medvěd námluvčím
- A. P. Čechov: Labutí píseň (uvedeno na scéně Velké operety)
- V. Petrovičová: Růžové dopisy (uvedeno na scéně Velké operety)
- G. Gradov: Směšná práce (uvedeno na scéně Velké operety)

## Vybrané divadelní role
- 1932 Vladislav Vančura: Alchymista, role: Filip Jakub Güstenhöfer, Stavovské div., režie J. Honzl
- 1933 Alois Jirásek: Jan Hus, role: M. John Stokem, ND, režie Jiří Frejka

## Filmografie
- 1947 Jan Roháč z Dubé (role kněze Jakuba Vlka) – režie Vladimír Borský

## Překladatelská činnost
- 1945 A. N. Arbuzov: Šest zamilovaných, vyd. ÚRO Praha
- 1952 A. N. Ostrovskij: Pozdní láska, překlad pro ND (režie František Salzer)
- 1952 Maxim Gorkij: Nepřátelé, překlad pro ND společně s Otto Haasem (režie A. Kurš)
- 1954 K. S. Stanislavskij: Režisérský plán Othella, vyd. Orbis Praha

## Literární činnost
- 1932 A. Kurš, M. Disman: Teorie a prakse sborového přednesu s ukázkami nácviků, Praha, Spisy „Dědictví Komenského, č. 315“

## Pedagogická činnost
- 1952–1959 děkan Divadelní fakulty Janáčkovy akademie múzických umění v Brně a profesor herecké a režijní tvorby